# 德文·杜兰特
德文·乔治·杜兰特（英語：Devin George Durrant，1960年10月20日—）是美国NBA联盟职业篮球运动员。他在1984年的NBA选秀中第2轮第1顺位被印第安纳步行者选中。